# محیط اطلاعاتی مشترک
محیط اطلاعاتی مشترک (انگلیسی: Joint Information Environment) یک محیط اطلاعاتی برای امور رایانشی، ارتباطات، کنترل چابک قابل اتکا و ایمن برای اطلاعات سازمانی است که وزارت دفاع ایالات متحده آمریکا از سال مالی ۲۰۱۳ و ۲۰۱۴ پیاده‌سازی کرده‌است.
محیط اطلاعاتی مشترک وزارت دفاع شبکه‌های گوناگون را در یک شبکه جهانی اشتراکی ترکیب می‌کند. این شبکه ایمیل، دسترسی به اینترنت، نرم‌افزارهای کاربردی و رایانش ابری را عرضه خواهد کرد. اهداف اصلی افزایش کارآمدی عملیاتی، بهبود ایمنی شبکه و صرفه جویی مالی با کاهش نیروی انسانی و زیرساخت‌ها است.
طبق اظهارات آژانس سامانه‌های اطلاعاتی دفاعی(DISA، محیط اطلاعاتی مشترک شامل همه شبکه‌های وزارت دفاع خواهد شد و امنیت شبکه را از طرق زیر بهبود می‌دهد:
- استفاده از معماری امنیتی واحد
- حداقل‌سازی سخت‌افزار، نرم‌افزار و نیروی انسانی
- دادن دسترسی شبکه به کاربران وزارت دفاع از همه جای دنیا

در اجرا سه خط عملیاتی وجود دارد: حکمرانی، عملیات و همگراسازی فنی. آژانس سامانه‌های اطلاعاتی دفاعی مسئولیت جنبه‌های فنی محیط اطلاعاتی مشترک را بر عهده دارد و دفتر همگراسازی فنی را راهبری می‌کند که شامل کارمندان آژانس و نمایندگان خدمات نظامی، جامعه اطلاعاتی و گارد ملی می‌شود.
سازمان‌هایی که محیط عملیاتی مشترک را بهبود می‌دهند شامل ستاد مشترک ارتش(JCS)، دفتر معاونت مدیریت وزارت دفاع(DCMO)، مدیر عالی فناوری اطلاعات وزارت دفاع، واحد جی ۶ ستاد مشترک ارتش، فرماندهی سایبری ایالات متحده آمریکا، گارد ملی ایالات متحده آمریکا می‌شود.
محیط عملیاتی مشترک به جنگجویان اجازه می‌دهد که مشترکاً و با یکدیگر در یک محیط اشتراک اطلاعات همکاری کنند. معماری آن مزیت کلیدی اتصال شبکه‌های نظامی به لبه تاکتیکی را فراهم می‌آورد که این موضوع با سامانه‌های جاری وزارت دفاع شدنی نیست. مزیت دیگر این است که به‌جای محیط‌های رایانش نظامی خاص منظوره، از توانمندی‌های نرم‌افزاری مدیریت بنگاه استفاده می‌شود که همه می‌توانند از زیرساخت‌ها استفاده ببرند.